# متروپولیس آکلند
متروپولیس آکلند (انگلیسی: Metropolis) ساختمان اداری مسکونی ۴۰ طبقه مستقر در شهر اوکلند، نیوزیلند است، که در سال ۱۹۹۹ احداث گردید.